# 서울주 분기점
서울주 분기점(西蔚州分岐點, W.Ulju Junction, 서울주JC)은 울산광역시 울주군 삼동면 보은리에 설치된 경부고속도로와 함양울산고속도로가 만나는 분기점이다. 2020년 12월 11일에 개통되었다.

## 역사
- 2014년 6월 2일 : 2020년까지 분기점 신설을 위해 울산광역시 울주군 관리계획시설 교통광장에 삼동면 보은리 일원을 고시[1]
- 2020년 12월 11일 : 함양울산고속도로 밀양 분기점 ~ 울주 분기점 개통과 함께 통행개시[2]

## 구조물 정보
이중 Y자형 입체 교차로이며,이와 같은 형태로는 춘천 분기점, 울산 분기점 이 있다.
- 위치 : 울산광역시 울주군 삼동면 보은리

## 접속하는 노선

### 부산・서울방면
- 경부고속도로 (5-1번)

### 함양・울산방면
- 함양울산고속도로 (10번)